# Porsche Tennis Grand Prix 1997
Il Porsche Tennis Grand Prix 1997 è stato un torneo femminile di tennis giocato sul cemento indoor. 
È stata la 20ª edizione del Porsche Tennis Grand Prix, che fa parte della categoria Tier II nell'ambito del WTA Tour 1997.
Si è giocato nel Filderstadt Tennis Club di Filderstadt in Germania, dal 6 al 12 ottobre 1997.

## Campionesse

### Singolare
Martina Hingis ha battuto in finale  Lisa Raymond con il punteggio di 6–4, 6–2

### Doppio
Martina Hingis /  Arantxa Sánchez Vicario hanno battuto in finale  Lindsay Davenport /  Jana Novotná con il punteggio di 7–6, 3–6, 7–6